# Streptopus chatterjeeanus
Streptopus chatterjeeanus är en liljeväxtart som beskrevs av Syamali Dasgupta. Streptopus chatterjeeanus ingår i släktet Streptopus och familjen liljeväxter.
Artens utbredningsområde är Sikkim. Inga underarter finns listade.